# Hialeah Gardens
Hialeah Gardens é uma cidade localizada no estado americano da Flórida, no condado de Miami-Dade. Foi incorporada em 1948.

## Geografia
De acordo com o United States Census Bureau, a cidade tem uma área de 9,5 km², onde 8,4 km² estão cobertos por terra e 1,1 km² por água.

### Localidades na vizinhança
O diagrama seguinte representa as localidades num raio de 8 km ao redor de Hialeah Gardens.

## Demografia
Segundo o censo nacional de 2010, a sua população é de 21 744 habitantes e sua densidade populacional é de 2 583,20 hab/km². Possui 6 629 residências, que resulta em uma densidade de 787,53 residências/km².